# Convertiplà
Un convertiplà és una aeronau dotada d'ales fixes convencionals i propulsada per hèlixs d'eix de rotació orientable, cosa que la converteix en un híbrid entre l'avió i l'helicòpter.
Quan la velocitat és prou alta perquè les ales generin la sustentació suficient per mantenir en vol l'aeronau, l'eix de rotació les hèlixs s'orienta paral·lelament a l'eix longitudinal de l'aeronau, proporcionant l'empenta.
Quan no ho és, les hèlixs s'orienten amb un certa inclinació respecte eix longitudinal de l'aeronau per tal que proporcionin no només empenta, sinó també sustentació, l'orientació podent arribar fins a més de 90 º, per així ajudar a més en la frenada de l'aeronau per tal de realitzar un aterratge completament vertical.
Això confereix als convertiplans la capacitat d'enlairar-se i aterrar verticalment (VTOL), alhora que els permet assolir majors velocitats en vol horitzontal que un helicòpter.